# Branjevo
Branjevo (en serbe cyrillique : Брањево) est une localité de Bosnie-Herzégovine. Elle est située dans la municipalité de Zvornik et dans la république serbe de Bosnie. Selon les premiers résultats du recensement bosnien de 2013, elle compte 2 817 habitants.